# Cyperus scaber
Cyperus scaber là loài thực vật có hoa trong họ Cói. Loài này được (R.Br.) Boeckeler mô tả khoa học đầu tiên năm 1875.